# Факультет математики и компьютерных наук СПбГУ
Факультет математики и компьютерных наук (МКН) — факультет Санкт-Петербургского государственного университета, созданный в 2019 году при участии Лаборатории Чебышева под руководством лауреата Филдсовской премии Станислава Смирнова, компаний «Яндекс» и Jetbrains. На факультете подгатавливают ученых и специалистов-практиков: математиков, программистов, аналитиков и исследователей.

## История

### Предыстория
В 2015 году СПбГУ открыл новую бакалаврскую программу «Математика». Хотя в университете уже существовал специалитет Математико-механического факультета, новая программа была создана на основе обновлённого учебного плана, отражающего современные методы преподавания математики. На старших курсах предусматривались индивидуальные траектории обучения, практика и стажировки в ведущих зарубежных вузах и научных центрах. Программа была разработана в тесном сотрудничестве с Лабораторией Чебышева, занимающейся передовыми исследованиями в области алгебры, теории вероятностей и математической физики. Бакалавриат быстро получил популярность среди абитуриентов — в первые два года большинство призёров Всероссийских олимпиад школьников по математике поступали именно в СПбГУ.

### Создание
Вскоре после создания бакалавриата преподаватели заметили растущий интерес студентов к практическому применению полученных знаний, а не только к теоретической математике. В 2018 году на базе бакалавриата была запущена совместная с Яндексом программа «Математика, алгоритмы и анализ данных», в рамках которой студенты изучали широкий спектр компьютерных наук, включая искусственный интеллект и анализ больших объёмов данных. Ещё одна программа, «Современное программирование», была создана при поддержке JetBrains. В 2019 году для объединения всех прикладных программ департамента был основан Факультет математики и компьютерных наук. 
Инициатором новой программы стал лауреат Филдсовской премии и руководитель Лаборатории Чебышёва Станислав Смирнов. По его замыслу, факультет должен был готовить специалистов, ориентированных на практическое применение знаний. Среди преподавателей были не только сотрудники СПбГУ, но и специалисты крупных российских компаний, включая «Газпром нефть», «Яндекс» и JetBrains. Для поступающих было выделено 100 бюджетных мест в бакалавриате и 25 в магистратуре. 
Как сообщал журнал «Город-812», за создание факультета математики и компьютерных наук, который стал третьим факультетом математики в СПбГУ, проголосовали 23 члена Учёного совета университета, против — 52. Несмотря на это, ректор Николай Кропачев одобрил создание новой программы, в том числе благодаря поддержке Смирнова со стороны помощника президента и выпускника Матмеха СПбГУ Андрея Фурсенко.

### Влияние войны в Украине
После полномасштабного вторжения России на Украину факультет, по словам бывшего генерального директора российского «Яндекса» Еленой Буниной, потерял половину преподавательского состава. Научный руководитель факультета Станислав Смирнов остался на своей должности, но большую часть времени проводил в Женевском университете.
Кроме того, из-за начала войны были отменены значимые международные мероприятия, в организации которых активно участвовал факультет. Так, престижный Международный конгресс математиков-2022, присуждающий Филдсовскую премию, был перенесён из Санкт-Петербурга в Хельсинки. Последний раз Россия принимала этот конгресс в 1966 году. Были отменены практически все международные конференции, организованные Санкт-Петербургским международным математическим институтом имени Леонарда Эйлера, в возрождении которого факультет принимал активное участие.

## Образовательная программа
В бакалавриате факультета действуют три программы: «Математика», «Современное программирование», а также «Математика, алгоритмы и анализ данных», созданная при поддержке специалистов из «Яндекса». Для магистрантов открыты программы «Современная математика» и «Разработка программного обеспечения и науки о данных». Лучшие абитуриенты могут претендовать на стипендии, финансируемые «Газпром нефтью», JetBrains и «Яндексом». В декабре 2021 года факультет также начал формирование стипендиального фонда имени Пафнутия Чебышёва для поддержки выдающихся студентов.
Факультет быстро набирал популярность у абитуриентов благодаря своей престижности и интеграции в международную науку — на 2023 год там обучалось около 500 человек. При этом большая часть абитуриентов поступает без экзаменов благодаря победам на всероссийских и международных олимпиадах.